# Acraea encedonia
Acraea encedonia är en fjärilsart som beskrevs av Carl von Linné 1767. Acraea encedonia ingår i släktet Acraea och familjen praktfjärilar. Inga underarter finns listade i Catalogue of Life.